# 유채하
유채하는 대한민국의 전 개그우먼이자 아프리카TV의 BJ다. 활동 당시에는 유소연이었으며, 이후 유채하로 개명하였다.

## 활동
- 강호동의 스타킹 (여자임재범으로 출연)
- 웃찾사 (2007년, 공채 9기 콘테스트)
- 김원희의 맛수다.이브의유혹(기타 케이블 출연)
- 2016년 3월 15일 개인방송 오픈 : 아프리카 BJ유쏘 방송국주소 롤게임 방송을 시작으로, 음악신청방송, 혜자리액션, 미션방송, 여캠 엽캠, 야외방송, 게스트방송 등을 진행하며 활동 중
- 2017년 7월 15일 이후에는 아프리카 방송국 내 베스트 비제이로 활동 중